# プジョー・408
プジョー・408（Peugeot 408）は、フランスの自動車メーカー・プジョーが2010年から製造・販売している中型セダン（Dセグメント）である。

## 歴史

### 初代 T7型 (2010年 - 2021年)
408は407の後継車種ではなく、小型ハッチバックの308をベースとする上級ミディアムセダンである。中国や南米などの新興国市場を主なターゲットとして、フランス、中国、ブラジル、アルゼンチンにあるプジョーのエンジニアリングチームによって開発された。
308からホイールベースが100mm延長され、全長は4.7m弱に達する。トランクスペースは562リットルと大容量である。エンジンのラインナップは仕向地によって異なる。中国向けは1.6L（106馬力）と2.0L（147馬力）の2種類。アルゼンチン向けは2.0L（143馬力）、1.6L HDiディーゼル（115馬力）、1.6Lターボ（163馬力）の3つ。ブラジル向けは2.0Lフレックス燃料車（151馬力）と1.6Lターボ（165馬力）。ロシア向けは3種類の1.6L（110馬力、120馬力、150馬力）と1.6L HDiディーゼル（112馬力）。そして、マレーシア向けは2.0L（145馬力）と1.6Lターボ（163馬力）の2つとなる。トランスミッションは1.6L ターボ車には6速ティプトロニックATが組み合わせられ、それ以外は5速MTまたは4速ティプトロニックATとなる。
中国で2010年1月25日に発表され、4月8日から発売が開始された。アルゼンチンでは同年11月8日から生産を開始し、2011年4月末から発売開始された。ロシアでは2012年4月16日から生産を開始し、5月16日から発売開始した。そして同年5月21日にはマレーシアでも発表された。
生産は中国・神龍汽車（PSA・プジョーシトロエンと東風汽車の合弁会社）、アルゼンチン ブエノスアイレス工場、ロシア カルーガ工場、そしてマレーシア クダ州 グルンのナザ・オートモーティブ・マニュファクチャリング (NAM)にて行われる。NAMに関しては年6万台を生産し、うち60%をアジア太平洋地域への輸出に振り向ける計画である。なお、2011年には全世界で81,000台の408が販売された。
2012年5月に1929年に登場したプジョー・201以来80年以上に渡って続いてきた3桁の数字でモデルチェンジ毎に末尾の数字が増えるネーミング手法を変更し、以降新興国向け車両の末尾が「1」で、それ以外は基本的にモデルチェンジをしても末尾は「8」のままとすることが発表されたが、408の登場はこれより前だったため新ネーミング法は適用されておらず、主に新興国向けにもかかわらず末尾は8となっている。

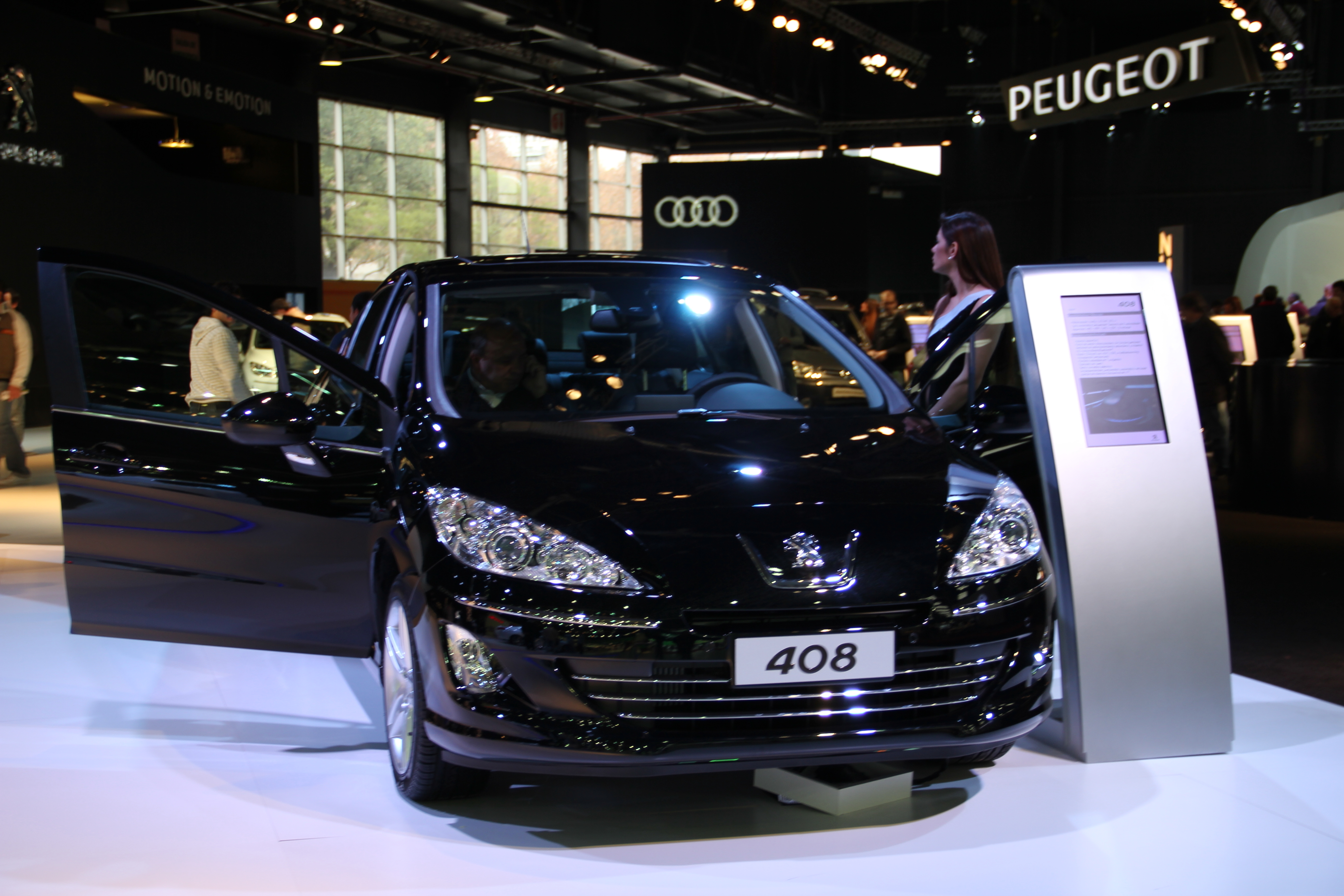
408スポーツ（アルゼンチン仕様車、フロント）
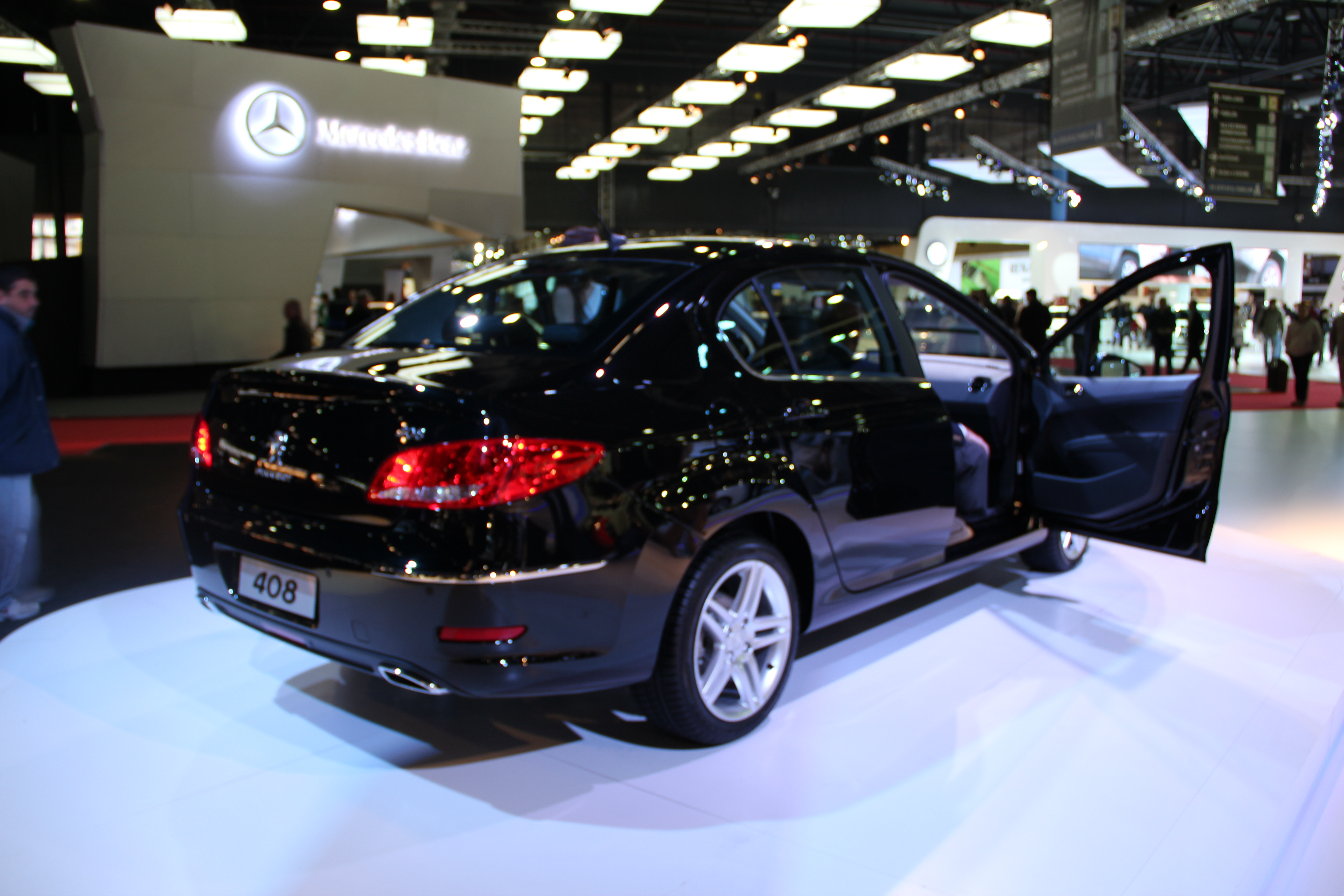
408スポーツ（アルゼンチン仕様車、リア）

### 2代目 T9型 (2014年 - )
2014年4月の北京モーターショーで発表。2代目308と同じEMP2プラットフォームを採用し、ホイールベースの長い308SWをベースとしており、主に中国市場向けに開発された。部品の70%を欧州製の308と共用している。2018年には、フロントフェイス、リアバンパー、及びテールランプを変更し発売した。

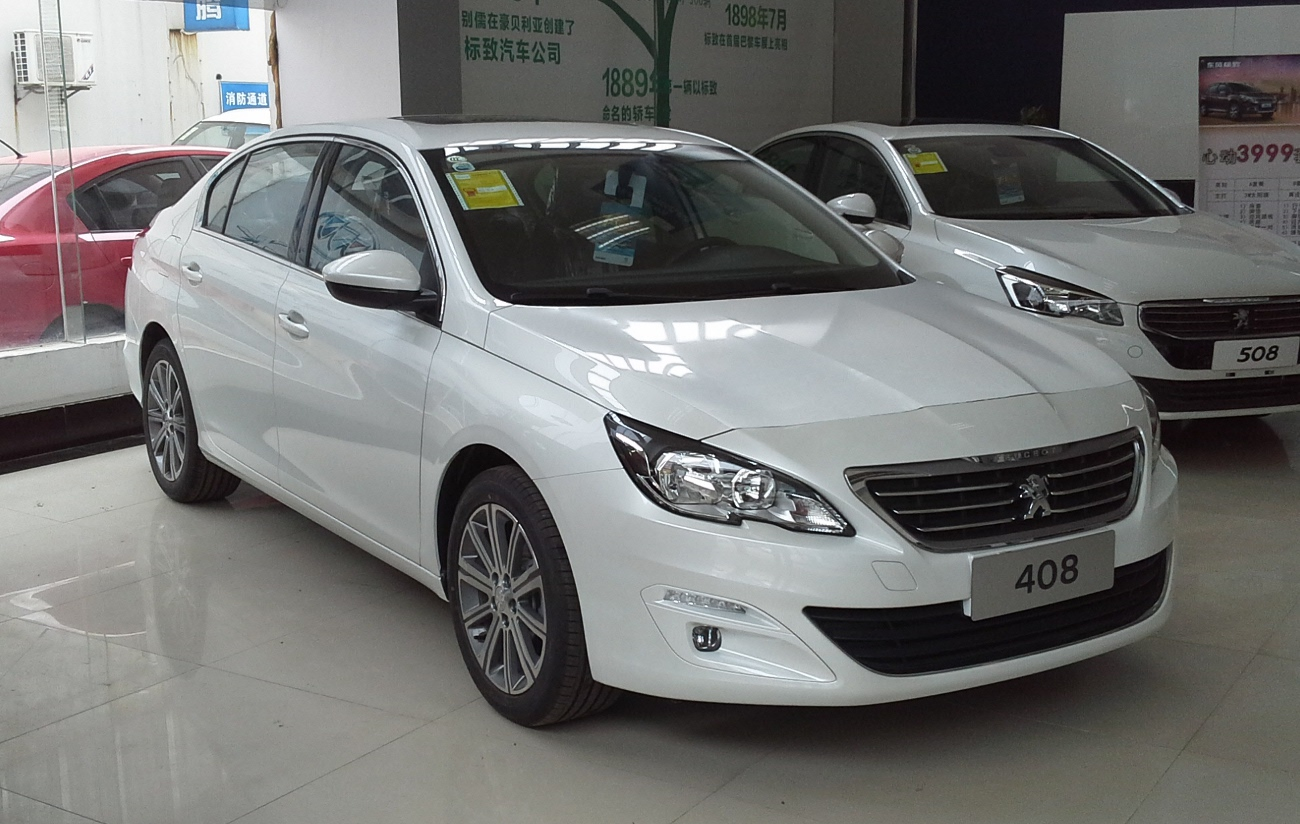
408 (フェイスリフト前)

### 3代目 P54型（2022年 - ）
2022年10月17日、パリモーターショー2022で発表。2022年11月にヨーロッパで販売を開始。事実上のSUVだが、プジョーはセダンの派生モデルと位置付けている。ガソリンモデルは、130psの1.2L直列3気筒エンジンを搭載する。PHEVモデルは180psと222psのモデルを展開する。プラットフォームは308と同じEMP2を採用。ボディサイズは全長4687mm、全幅1848mm、全高1478mmとなる。デジタルメーターディスプレイやApple CarPlay/Android Auto内蔵の10.0インチのインフォテインメント・タッチスクリーンなど、プジョー独自のiコクピットを採用。
日本では、2023年6月20日に発表、同年7月1日に販売開始された。

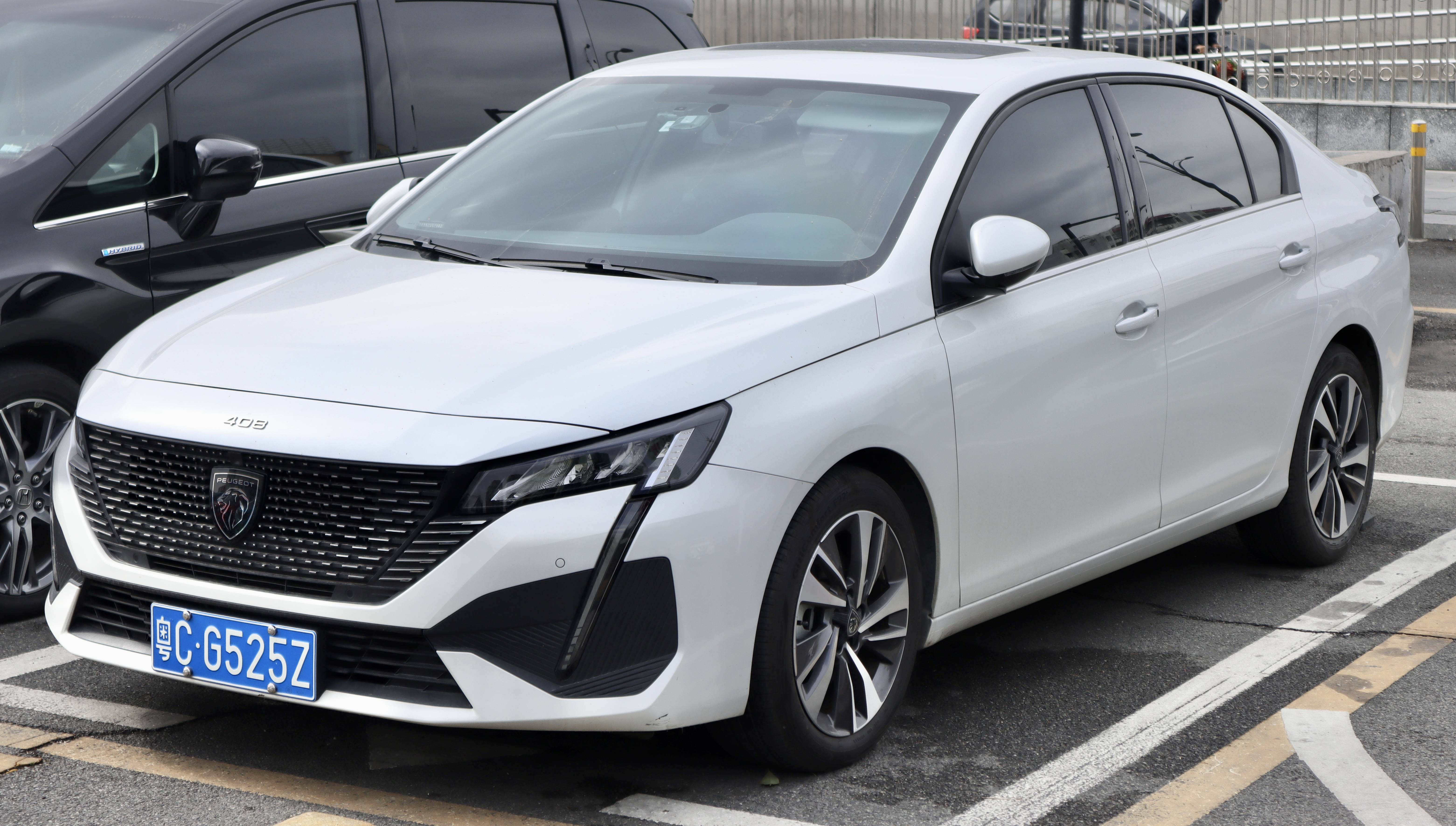
408セダン(中国仕様)